# Valerio Barigelli
Valerio Barigelli (Roma, 19 ottobre 1982) è un giocatore di calcio a 5 italiano.

## Carriera
Portiere dotato di agilità ed esplosività, Barigelli ha giocato 62 partite con la nazionale italiana tra il 2006 e il 2013. Nella stagione 2010-11, difendendo la porta del Pescara, arriva in finale scudetto persa contro la Marca. Nel 2014 scende in serie B accordandosi con il Nursia. È determinante nella vittoria dei play-off che consentono alla compagine umbra di approdare in A2.

## Palmarès
- Campionato di Serie A2: 1
Lido di Ostia: 2018-19 (girone B)
- Coppa Italia di Serie A2: 1
Polizia Penitenziaria: 2007-08
- Coppa Italia di Serie B: 1
Eur Massimo: 2020-21